# Szatmári Sándor (labdarúgó)
Szatmári Sándor, (Alexandru Sătmăreanu, Sătmăreanu II.) (Nagyvárad, 1952. március 9. –) magyar nemzetiségű, román válogatott labdarúgó, hátvéd.

## Pályafutása

### Klubcsapatban
1969-ben a nagyváradi Crişul Oradea csapatában, kezdte élvonalbeli labdarúgó pályáját. 1972-ben került a Dinamo Bucureşti-hez ahol 1979-ig játszott. 1979-ben kinnmaradt Németországban ahol 1980–82 között a VfB Stuttgart játékosa volt. Innen átigazolt Amerikába a Fort Lauderdale Strikers csapatához ahol 1982-84 között futballozott. 1984-ben visszatért Németországba, és az 1984-85 idényben az FSV Salmrohr csapatában játszott. Itt fejezte be aktív labdarúgó pályafutását.

### A román válogatottban
1974 és 1978 között 28 alkalommal szerepelt a román válogatottban. Többszörös olimpiai válogatott.

## Sikerei, díjai
- Román bajnokság
  - bajnok: 1972–73, 1974–75, 1976–77
  - 2.: 1973–74, 1975–76, 1978–79

## Statisztika

### Mérkőzései a román válogatottban
| #   | Dátum      | Helyszín     | Ellenfél      | Eredmény | Kiírás       | Esemény |
| --- | ---------- | ------------ | ------------- | -------- | ------------ | ------- |
| 1.  | 1974-07-23 | Constanţa    | Japán         | 4 - 1    | barátságos   |         |
| 2.  | 1974-09-25 | Szófia       | Bulgária      | 0 - 0    | barátságos   |         |
| 3.  | 1974-10-13 | Koppenhága   | Dánia         | 0 - 0    | Eb-selejtező |         |
| 4.  | 1975-03-31 | Prága        | Csehszlovákia | 1 - 1    | barátságos   |         |
| 5.  | 1975-04-17 | Madrid       | Spanyolország | 1 - 1    | Eb-selejtező |         |
| 6.  | 1975-05-11 | Bukarest     | Dánia         | 6 - 1    | Eb-selejtező |         |
| 7.  | 1975-06-01 | Bukarest     | Skócia        | 1 - 1    | Eb-selejtező |         |
| 8.  | 1975-09-24 | Szaloniki    | Görögország   | 1 - 1    | Balkán-kupa  |         |
| 9.  | 1975-10-12 | Bukarest     | Törökország   | 2 - 2    | barátságos   |         |
| 10. | 1975-11-16 | Bukarest     | Spanyolország | 2 - 2    | Eb-selejtező |         |
| 11. | 1975-12-17 | Glasgow      | Skócia        | 1 - 1    | Eb-selejtező |         |
| 12. | 1976-07-02 | Teherán      | Irán          | 2 - 2    | barátságos   |         |
| 13. | 1976-09-22 | Bukarest     | Csehszlovákia | 1 - 1    | barátságos   |         |
| 14. | 1976-10-06 | Prága        | Csehszlovákia | 3 - 2    | barátságos   |         |
| 15. | 1976-11-29 | Bukarest     | Bulgária      | 3 - 2    | Balkán-kupa  |         |
| 16. | 1977-03-23 | Bukarest     | Törökország   | 4 - 0    | Balkán-kupa  |         |
| 17. | 1977-04-16 | Bukarest     | Spanyolország | 1 - 0    | Eb-selejtező |         |
| 18. | 1977-04-27 | Bukarest     | Német D.K.    | 1 - 1    | barátságos   |         |
| 19. | 1977-05-08 | Zágráb       | Jugoszlávia   | 0 - 2    | vb-selejtező |         |
| 20. | 1977-08-05 | Teherán      | Irán          | 0 - 0    | barátságos   |         |
| 21. | 1977-08-14 | Rabat        | Csehszlovákia | 1 - 3    | barátságos   |         |
| 22. | 1977-09-21 | Bukarest     | Görögország   | 6 - 1    | barátságos   |         |
| 23. | 1977-10-26 | Madrid       | Spanyolország | 2 - 0    | vb-selejtező |         |
| 24. | 1977-11-15 | Bukarest     | Jugoszlávia   | 4 - 6    | vb-selejtező |         |
| 25. | 1978-03-22 | Isztambul    | Törökország   | 1 - 1    | Balkán-kupa  |         |
| 26. | 1978-04-05 | Buenos Aires | Argentina     | 2 - 0    | barátságos   |         |
| 27. | 1978-05-14 | Bukarest     | Szovjetunió   | 0 - 1    | barátságos   |         |
| 28. | 1978-05-31 | Szófia       | Bulgária      | 1 - 1    | Balkán-kupa  |         |

Magyarázat: A felsorolt válogatott labdarúgó-mérkőzések eredményei mindig a labdarúgó (csapat) szempontjából értendők. A zöld háttér győztes, a halványpiros háttér vesztes, míg a sárga háttér döntetlennel zárult mérkőzést jelent. A fehér hátterű mérkőzések nem számítanak hivatalos felnőtt válogatott labdarúgó-mérkőzésnek.

Rövidítések: Eb – labdarúgó-Európa-bajnokság, vb – labdarúgó-világbajnokság, h. u. – hosszabbítás után.